# Arcabas
Pour les articles homonymes, voir Pirot (homonymie).
Jean-Marie Pirot, plus connu sous le nom d'Arcabas, né le 26 décembre 1926 à Trémery (Moselle), et mort le 23 août 2018 à Saint-Pierre-de-Chartreuse (Isère), est un peintre et sculpteur français reconnu en France et à l'étranger entre autres, pour son importante production dans le domaine de l'art sacré contemporain.

## Biographie

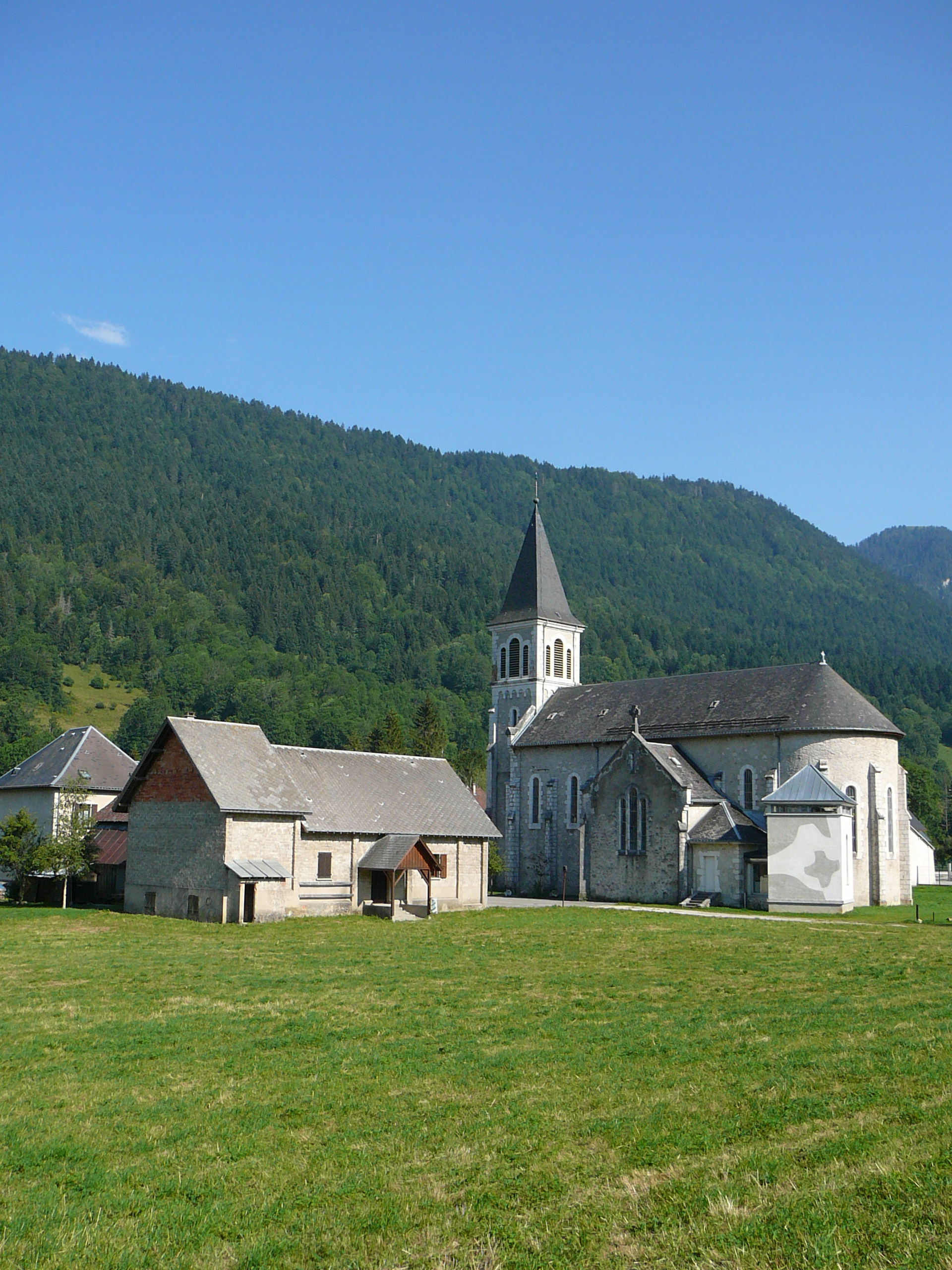
L'église de Saint-Hugues-de-Chartreuse qui abrite le musée Arcabas en Chartreuse.

Fils d'instituteur, Jean-Marie Pirot, devenu plus tard Arcabas, est né le 26 décembre 1926 à Trémery en Moselle. Il passe son enfance à Metz. Très tôt passionné par le dessin et la peinture, il bénéficie de l’enseignement de son premier maître Clément Kieffer. La première grande déchirure de sa vie est la Seconde Guerre mondiale. Comme tant d'autres adolescents mosellans devenus des Malgré-nous en Moselle annexée, Jean-Marie Pirot est incorporé de force dans l'armée allemande et voit le sang couler à l’âge de 17 ans. Il parvient à s’enfuir, reste caché de longs mois et finalement gagne Paris.
Formé à l'École nationale supérieure des beaux-arts de Paris, où il est admis définitivement le 9 juin 1945 dans l'atelier de Nicolas Untersteller qui devient directeur de l'école en 1948, il en sort titulaire en 1949 et rejoint son poste de professeur à l'École des beaux-arts de Grenoble dès 1950.
En 1948, il rencontre Jacqueline Barrucand, qui se forme à la psychologie scolaire, ils auront deux enfants Étienne né en 1952 qui deviendra sculpteur et Isabelle née en 1954 qui deviendra comédienne et auteure.
Impressionné par l’une des créations majeures de l’Art sacré moderne d’après-guerre, l’église Notre-Dame-de-Toute-Grâce du plateau d’Assy, il va sillonner dès lors le Dauphiné et la Savoie à la recherche d’une église à décorer.
En 1949/1950, il orne de peinture a fresco la Chapelle du Villard de Saint-Paul-sur-Isère en Savoie, dédiée à Saint François de Sales.
Enfin, une église de montagne lui est confiée. C’est ainsi qu’à partir de 1953, il se fait connaître à travers une œuvre monumentale réalisée en plusieurs étapes pendant plus de 30 ans : l'ensemble d'art sacré de l'église Saint-Hugues à Saint-Pierre-de-Chartreuse dans le massif du même nom. Le chantier débute en 1951, il y reviendra à trois reprises. L'église Saint-Hugues devenue musée départemental d'art sacré en octobre 1984, lors de la donation de cet ensemble (111 œuvres) par l'artiste au Conseil général de l'Isère, elle a été rebaptisée depuis la disparition du peintre Musée Arcabas en Chartreuse. Il réalise ensuite l'ensemble des vitraux de la nouvelle église Notre-Dame des Neiges de l'Alpe d'Huez, imaginée par le père Jaap Reuten et inaugurée en 1969, treize de 1990 à 2002, douze représentant l'évangile de Marc et le treizième au-dessus de la porte d'entrée, le début et la fin de l'univers.
Professeur titulaire, chef d'atelier de peinture à l'École des beaux-arts de Grenoble de 1950 à 1969. Jean-Marie Pirot expose à la première Biennale de Paris en 1959.
Heureux bénéficiaire de commandes du gouvernement français, de collectivités locales ou de communautés religieuses, il remporte, dès les années 1950, de nombreux appels d’offres ou concours (1 % par exemple) et réalise un grand nombre d’œuvres monumentales
De 1969 à 1972, il est artiste invité par le Conseil des arts du Canada et professeur titulaire à l’université d’Ottawa, où il crée et dirige l'atelier collectif expérimental.
À son retour en France, l’artiste est conscient de n’être plus tout à fait le même peintre, son écriture a changé, matériaux et couleurs ont évolué, il se cherche une nouvelle identité, il prendra désormais le pseudonyme d’Arcabas.
Il fonde à ce moment-là un atelier d’arts plastiques Éloge de la main à l'université des sciences sociales de Grenoble, qu’il animera jusqu’en 1992.
En 1991, il réalise avec son fils Étienne, sculpteur, à l’initiative du curé-archiprêtre Bernard Heudré, un ensemble important de mobilier liturgique pour la Cathédrale Saint Vincent de Saint-Malo (Maître autel, ambon, siège de présidence, fonts baptismaux…), consacré en décembre par Mgr Jacques Jullien, archevêque de Rennes.
En 1993, toujours avec Étienne, il renouvelle l’expérience pour la Cathédrale Saint-Pierre de Rennes. Cette œuvre est consacrée en 1994 par Mgr Jacques Jullien, archevêque de Rennes.
Il a réalisé en 2005, le mobilier liturgique de la chapelle où est inhumé Robert Schuman à Scy-Chazelles en Moselle. Œuvre la plus importante de l'artiste dans son département d'origine.
Dauphinois de cœur, l'artiste est très présent dans différentes collections privées ou publiques en Rhône-Alpes.
Son œuvre est très présente aussi à l'étranger : et en particulier : en Belgique, au Palais archiépiscopal de Malines, où est présent son grand polyptyque titré l’Enfance du Christ (2002), et à Montaigu (Scherpenheuvel) où le Cardinal Danneels a souhaité voir installé là aussi un autre grand ensemble, le polyptyque Passion et Résurrection (2003).
À Francfort, Berlin, Ottawa, Montréal (Musée des Beaux-Arts), au Panama, au Japon, au Mexique et aux États-Unis.
En Italie, particulièrement en Lombardie, où en 2008, il est chargé par Dom Emilio Bronzzoni de l'aménagement complet (peintures, sculptures, vitraux, céramique du sol, mobilier liturgique, chasubles) ainsi que de la Campanella (cinq cloches), de la chapelle de la communauté de Piturello à Torre de Roveri à Bergame où l’on peut aussi admirer le polyptyque Les pèlerins d’Emmaüs (1994),  puis par la suite de la chapelle de la Peta, à Costa Serina (vitraux, toile, mobilier liturgique). Mais aussi à Ardesio, à Cenate Sotto, ou à l’invitation de Enzo Bianchi à Magnano et à San Géminiano pour la Communauté de Boze, à Alba, et au Vatican où figure dans les appartements Pontificaux une Madone.
En 2012 il est pressenti pour créer les vitraux de la basilique du Sacré-Cœur de Grenoble en cours de rénovation : 24 vitraux (de 13 m2 chacun), l’un des plus grands ensembles de vitraux moderne du début du XXIe siècle commençant en France, il choisit le thème de la création  qu’il affectionnait et qui seront réalisés par l'atelier Berthier-Bessac de Grenoble. En mars 2016, les six premiers vitraux monumentaux sont inaugurés dans la basilique, puis six autres sont aussi installés. L’ensemble du chantier sera terminé à la fin de l’année 2019 sous le contrôle de Christophe Berthier ami et collaborateur de confiance, Arcabas n’aura pas vu l’ensemble achevé.
Les derniers vitraux réalisés de manière posthume par l’atelier Berthier-Bessac seront pour l’église Saint-Christophe de Saint Christophe sur Guiers en Chartreuse.
Parmi les grands polyptyques d’Arcabas celui qui servit de décor à la lecture du Journal d’un curé de campagne de Georges Bernanos en 1962 à Grenoble, a été installé en décembre 2019 dans la nef du Couvent des Jacobins à Toulouse. Titré L’hommage à Bernanos il trouve son origine dans l’émotion qui saisit Arcabas à la lecture des Grands cimetières sous la lune, pamphlet antifranquiste du grand écrivain. Son installation à Toulouse inscrit cette œuvre dans l’univers mémoriel qui marque l’histoire de la ville rose, capitale de la Retirada des républicains espagnols.
Arcabas a fait de nombreuses expositions, à Paris, Berlin, Bruxelles, Luxembourg, Ottawa, Bergame, Francfort, Lyon, Grenoble, Marseille ou Strasbourg…
À partir de 1972, Arcabas vit et travaille à Saint-Pierre-de-Chartreuse en Isère où il meurt le 23 août 2018.
Il est inhumé à Saint-Hugues de Chartreuse où il repose avec son épouse Jacqueline qui l’a accompagné sa vie durant et a largement contribué à faire connaître son œuvre.

## Caractéristiques de l'œuvre

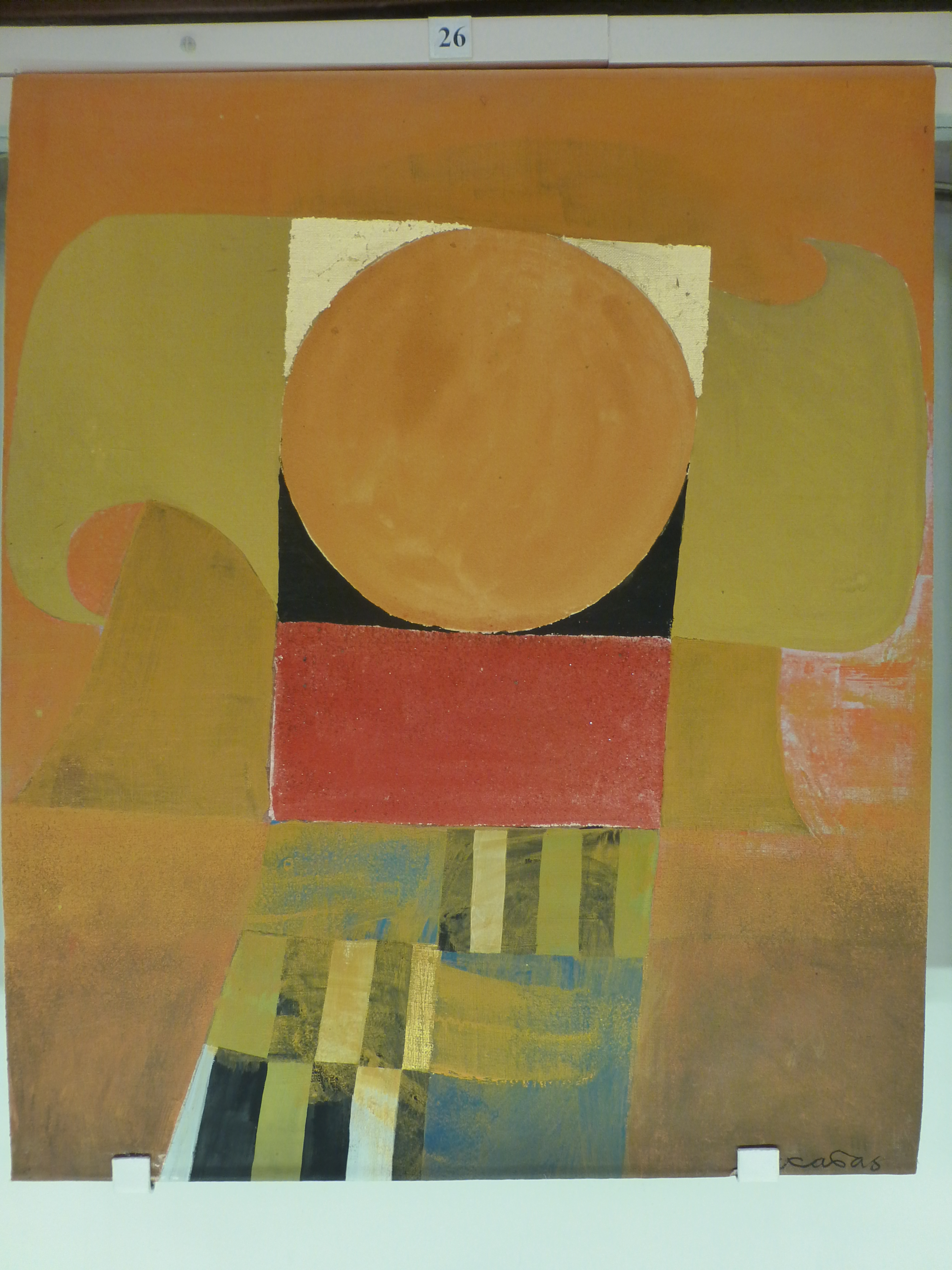
Trône de la Sagesse (1985). Peinture exposée à Saint-Hugues-de-Chartreuse.

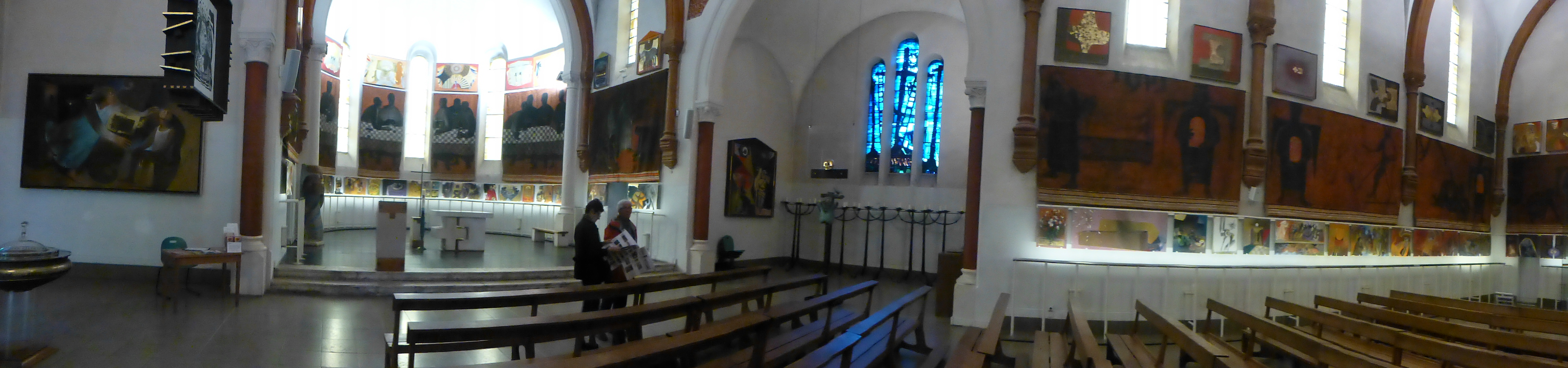
Vue à 180° dans le musée Arcabas en Chartreuse.

Arcabas a exercé différentes formes d'expression plastique telles que la gravure, la sculpture, le vitrail, la tapisserie, la verrerie, l'ébénisterie et la mosaïque. Il a également créé des décors et costumes de théâtre. La peinture reste cependant son moyen d'expression privilégié.
Son travail, s’est beaucoup inspiré des paraboles et récits de la Bible, généralement sous forme de fresques, de cycles de tableaux et de polyptyques complétés parfois par des prédelles. C'est le cas de ses polyptyques L’hommage à Bernanos (1962), de La petite suite noir et or (1975), du cycle Les pèlerins d’Emmaüs (sept peintures - 1994), de L'Enfance du Christ (onze panneaux à l'huile – 2002), de Passion/Résurrection (vingt tableaux à l'huile – 2003), et de l’ensemble de Saint-Hugues de Chartreuse.
Arcabas réintroduit généralement dans le traitement de sujets sacrés : éléments et figures de la vie quotidienne actuelle, allusions à des thèmes d'actualité ou à une universalité qui dépasse largement les cadres bibliques.
Son œuvre est riche d’un très grand nombre d’œuvres aux thèmes variés : natures mortes, paysages, animaux, nus, portrait et autoportraits.
Grand coloriste, l'usage de la couleur est particulièrement important dans l’ensemble de son œuvre : les toiles de l'artiste se caractérisent par leur intense chromatisme et par l'application fréquente de feuilles d'or, qui font de son travail une véritable œuvre sacrée même quand les thèmes n’ont rien de biblique.
Le mariage des écritures abstraites et figuratives est significatif de son œuvre.

## Symbolique utilisée
Parmi les grands thèmes abordés dans son œuvre reviennent les scènes de la vie quotidienne, les anges protecteurs, les scènes inspirées des Evangiles.
Les symboles sont omniprésents dans le travail du peintre, jusqu'à composer exclusivement certains petits tableaux, ce qui leur confère une dimension abstraite. Parmi les symboles utilisés, nous pouvons évoquer une croix trapue généralement réalisée à la feuille d'or. Ainsi, la croix devient un signe de vie, d'une grande richesse. À plusieurs reprises, l'artiste utilise également un « X » mais ne donne pour explication qu'une inspiration abstraite, comme pour quelques autres formes souvent reprises, que l’artiste qualifiait d’expression libre de son paysage intérieur.

## Engagements
Homme d’engagement, Arcabas n’a jamais pris de carte d’aucun parti, syndicat ou mouvement. Ce sont ses rencontres, ses amitiés, qui l’ont parfois amené à s’engager. Proche du groupe Esprit de Grenoble, du personnalisme d’Emmanuel Mounier, il a toujours eu une attention et une affection particulière pour ceux « qui luttent contre l’injustice et le mensonge », pour ceux qui souffrent.
C’est ainsi qu'il s’engage contre la torture pendant la guerre d'Algérie, la guerre du Viêt Nam (le milliard pour le Viêt Nam), contre la dictature et en particulier contre le franquisme.

## Expositions personnelles
1961 – Lyon, Galerie L’œil écoute
1962 – Paris, Galerie Les filles du Calvaire
1963 – Berlin, Centre culturel Français
1967 – Grenoble, Nouvelles Galeries
1968 – Grenoble, Grand Hotel
1970 – Ottawa, Université
1971 – Ottawa, Galerie Capricorne
1973 – Strasbourg, Galerie Octave Landwerlin
1974 – Saint-Paul de Vence, Galerie La Mandragore
1975 – Musée Hebert
1977 – Grenoble, Basilique Saint-André
Grenoble, Galerie La Tête de l’art
1979 – Paris, Olivetti
1980 – Paris, Galerie Le Roi des Aulnes
1981 – Grenoble, Correnc, Château de la Condamine
1982 – Paris, Galerie Lavrov
Paris, Hotel de Lassay
1983 – Cannes, Galerie L’Atelier
1984 – Grenoble, Correnc, Château de la Condamine
1987 - Grenoble, Correnc, Château de la Condamine
Le Touvet, Orangerie du Château
1988 – La Côte Saint-André, Mairie et Eglise
1990 – Trémery, Salle Arcabas
1993 – Grenoble, Hôtel de Ville
1995 – Bourg-de-Péage, Centre culturel Jean Cocteau
1996 – Morestel, Tour médiéval
1997 – Vienne, Cathédrale Saint Maurice
1998 – Marseille, église Saint-Maurice
1999 – Bergame (Italie), église Santa Agata al Camine
Pont-de-Claix, Les Moulins de Villancourt
2000 – Paris, Eglise Saint-Nicolas-des-Champs
Grenoble, Cathédrale, Plateau-d ’Assy, Centre culturel
2001 – La-Tour-du-Pin, Maisons des Dauphins
Paris - La Défense, église Notre-Dame-de-Pentecôte
2002 – Caen, Château, Salle de l’Echiquier
Bruxelles (Belgique), Cathédrale Saint-Michel-et-Sainte-Gudule
Leuwen (Belgique), Bibliothèque Universitaire
2003 – Marmans, église Saint-Pierre,
Angers, Centre Saint-Maurice,
Berville-sur-Mer, église Saint-Melain (Arcabas et Etienne),
Paris, Galerie Bansart,
Romans, Collégiale Saint-Bernard
2004 – Bruges (Belgique), Dans trois églises successives,
Metz, église Sainte-Thérèse
2005 – Lyon, Musée d’Art Sacré de Fourvière
2006 – Grenoble, Cathédrale
2007 – Lille, église Saint-Maurice,
Loches, Logis Royal
2008 – Chambéry, Musée des beaux-Arts
2009 – Rouen, Cathédrale,
Strasbourg, Saint-Pierre-le-Vieux
2010 – Selvino (Italie)
2011 – Saint-Hugues de Biviers
2012 - Lyon, Musée d’Art Sacré de Fourvière
2013 – Morestel, Maison Ravier
2015 – Bergame, Milan, Brescia (Italie)
2017 – Firminy, Site Le Corbusier, Eglise Saint Pierre,
Toulouse, Basilique Saint-Sernin
2019 – Meylan, Clot des Capucins

## Réalisations pour le théâtre
Il crée pour le théâtre les décors et les costumes de : La Danse de la mort d'August Strindberg ; Le Journal d'un curé de campagne de Georges Bernanos, Les Justes d'Albert Camus, Cinna de Pierre Corneille avec la Comédie des Alpes à Grenoble, L'histoire du soldat de Ramuz et Igor Stravinsky à l'opéra du centre national des arts du Canada.

## Collections publiques et réalisations monumentales

### France
Ardennes – Aubigny-les-Pothées – Carmel de la Fontaine Olive, Les Pèlerins d'Emmaüs, Le pain et le vin, deux peintures sur toile - 1992

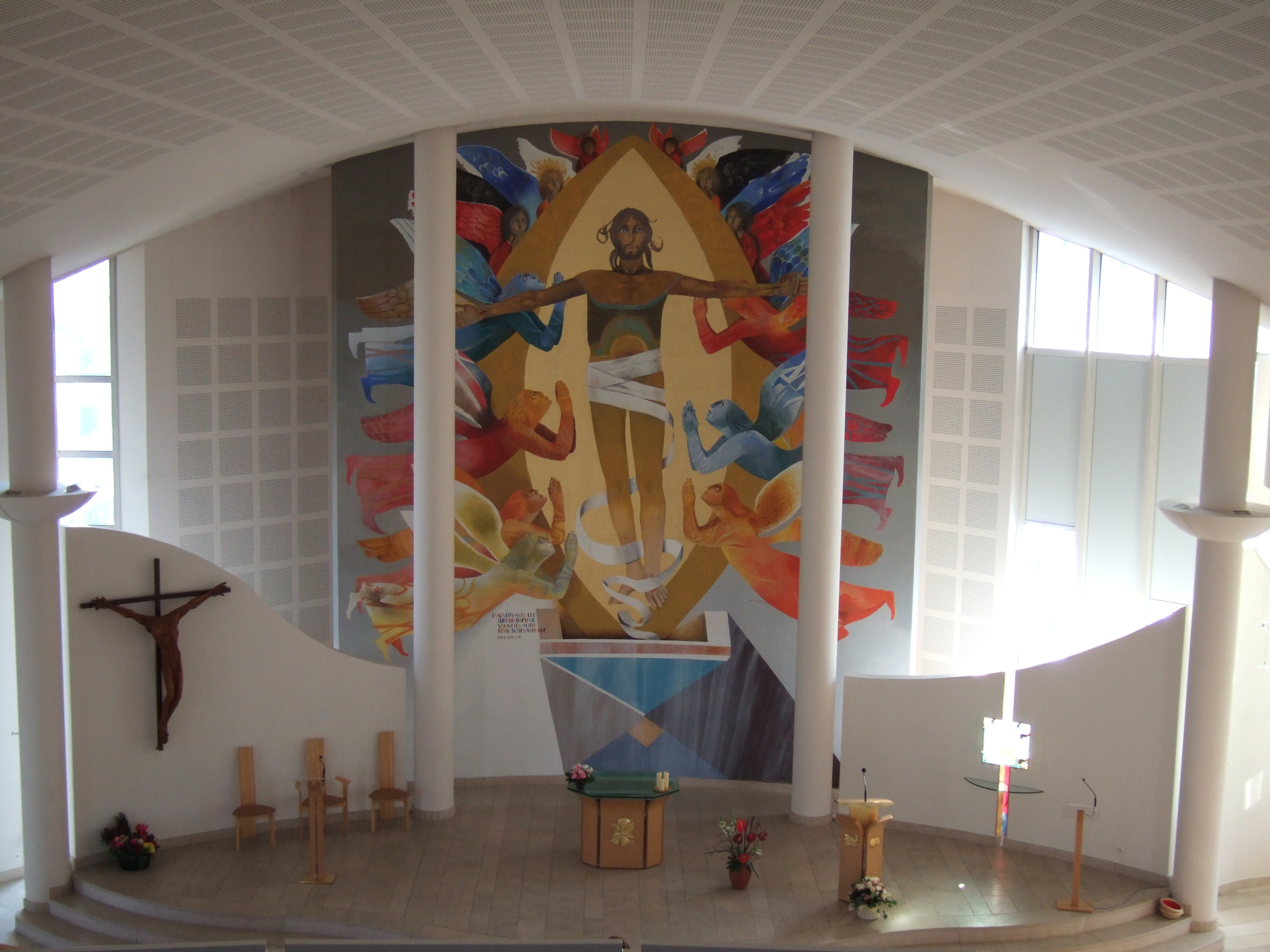
La Résurrection, Arcabas, Église de Meythet

Haute-Savoie – Meythet - Église paroissiale St-Paul, dans le chœur La Résurrection, peinture murale 72 m2 - 1998
Haut-Rhin – Ferrette – Groupe scolaire, Bannière de la ville, mosaïque - 1962
Ille-et-Vilaine – Montigné – Chapelle de la Maison de retraite des prêtres de Bretagne, La tempête apaisée, peinture sur toile et mobilier liturgique - 1997
Ille-et-Vilaine – Rennes – Cathédrale : mobilier liturgique (en collaboration avec le sculpteur Étienne) - 1993
Ille-et-Vilaine – Saint-Malo, Cathédrale, mobilier liturgique (en collaboration avec le sculpteur Étienne - 1991-1992
Isère - Alpe-d'Huez – Église N.D. des Neiges (architecte J. Marol), 12 verrières – 75 m2 – de 1990 à 2000
Isère – Biviers, Centre de Saint Hugues de Biviers, Chapelle Marie et l'Enfant Jésus, Peinture sur toile - 1969
Isère – Grenoble – Église Saint Augustin sur la paroi du chœur : Les pèlerins d'Emmaüs, peinture sur toile - 1978 ; Chapelle de semaine : La Rencontre de Marie et d'Elisabeth : peinture sur toile - 1990 ; Baptistère, Oiseau en vol, sculpture métal 1990
Isère – Grenoble – Préfecture, Place de Verdun. Dans le Hall La lucidité est la blessure la plus rapprochée du soleil, exergue de René Char. Peinture murale - 1963 & Dans la salle de réunion "Fourrier" : C'est la nuit qu'il est bon de croire à la lumière, peinture sur toile - 1975

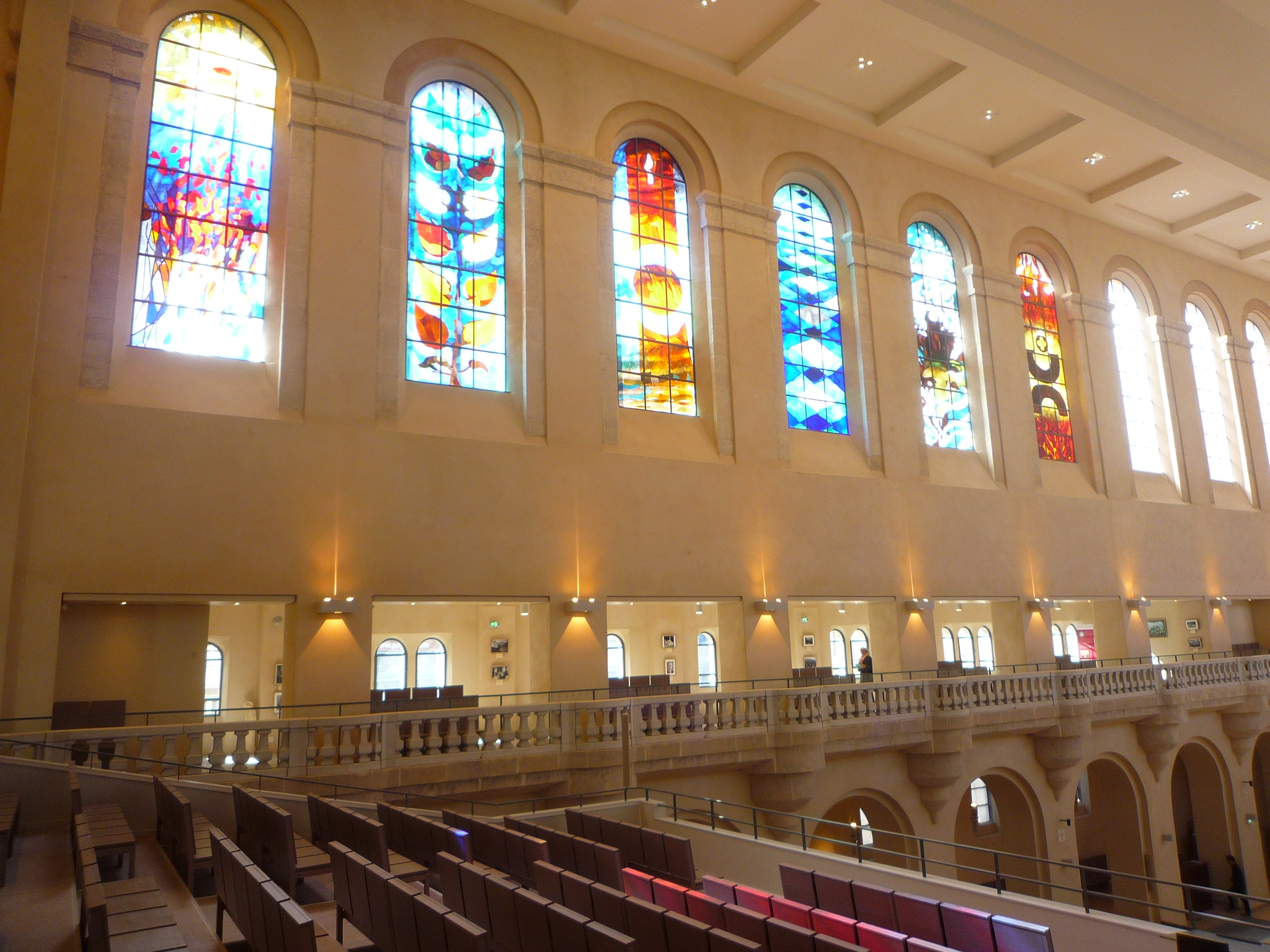
Vitraux de la basilique du Sacré-Cœur de Grenoble

Isère – Grenoble : Campus universitaire de St Martin d'Hères, Université Mendès-France Institut d'Études politiques, La guerre et La paix, 2 peintures sur bois – 1967
Isère – Grenoble – Basilique Saint Joseph, Les pèlerins d'Emmaüs, peinture sur toile – 1976
Isère – Grenoble – Église Saint-Vincent-de-Paul, Saint-Vincent-de-Paul et La Trinité, deux peintures sur toile – 1993
Isère – Grenoble – Institut Universitaire de Technologie, Les signes du Zodiaque, cinq peintures sur toile - 1962
Isère – Grenoble – Centre œcuménique Saint-Marc, toile abstraite, peinture sur toile – 1972
Isère – Grenoble – Centre Médico Psycho-Pédagogique, Étienne à vélo, peinture sur toile – 1978
Isère – Grenoble – Basilique du Sacré-Cœur, Ensemble de 24 vitraux sur le thème de la création et une sculpture en métal, La Trinité – de 2012 à 2019
Isère – Moirans – Église Saint-Pierre, ensemble de six vitraux – 2012 à 2014
Isère – Chamrousse – Église du Saint-Esprit (Avec l’architecte Pierre Jomain) – Paroi de lumière en béton, Tabernacle, Madone, huile sur aluminium - 1967
Isère – La Tour du Pin – Église paroissiale :  Les rois mages, Retable – huile sur bois – 2001
Isère – Le Fontanil – Station d'épuration des eaux usées de la vallée du Grésivaudan Aquapole : Façade : La vague (gravure dans le béton), Hall d'entrée et salle supérieure : Joie de l'eau purifiée – peintures murales – 1988 et 1989
Isère – Le Sappey en Chartreuse – Église paroissiale La Résurrection – 10 vitraux : bi-verre - 2002
Isère – Meylan – Lycée du Grésivaudan Le chevalier Bayard, peinture murale acrylique - 1988
Isère – Pont de Claix – résidence des personnes âgées Irène Joliot Curie, Le Rêveur – Sculpture – 2001
Isère – Pontcharra – Église paroissiale, retable La Trinité ou l'hospitalité d'Abraham, technique mixtes – 1999, Les oiseaux, sculpture en métal - 2001
Isère – Quaix en Chartreuse, Église, Hommage à la Pieta d'Avignon, Peinture sur toile - 1976

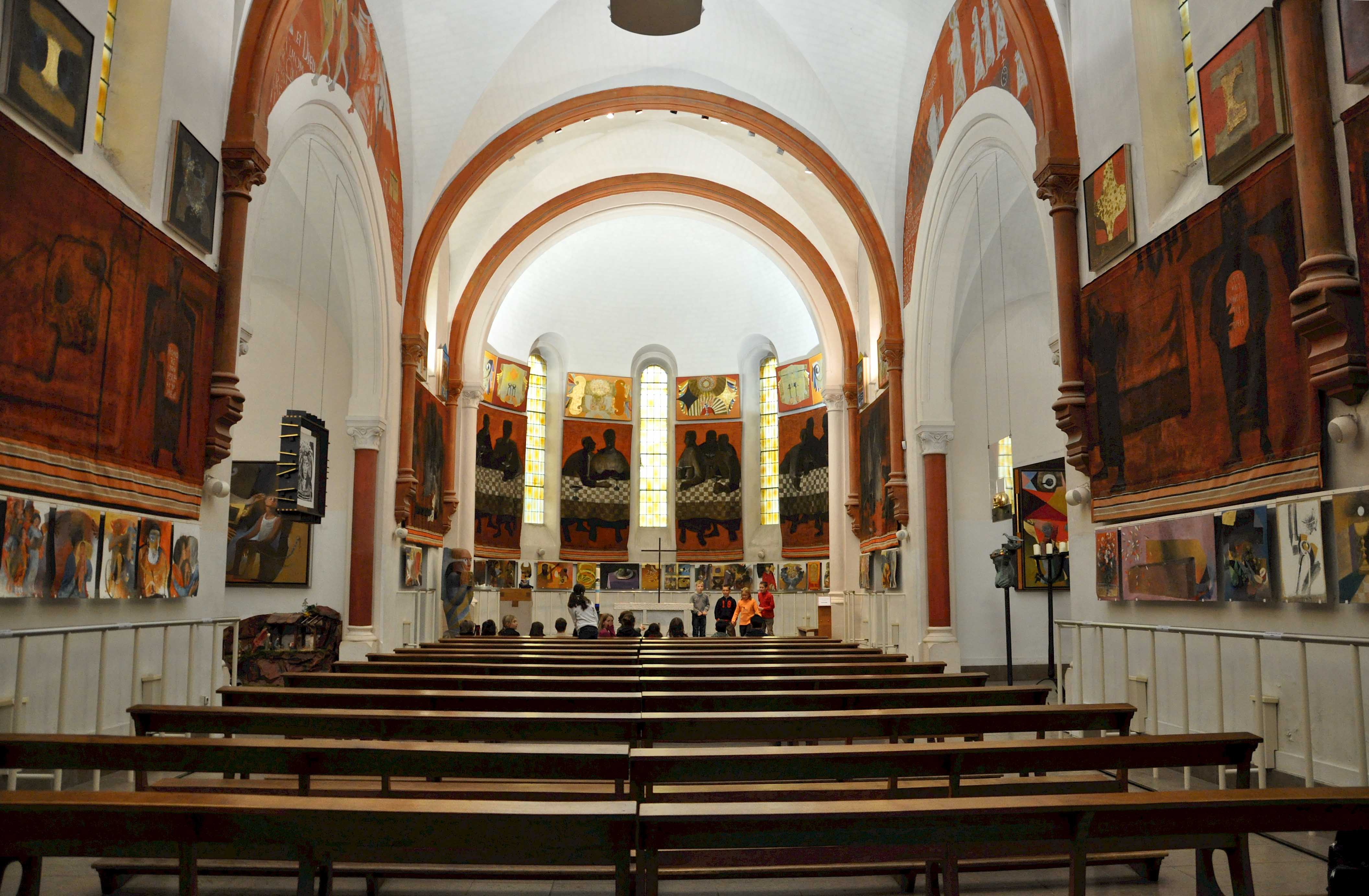
Intérieur du musée Arcabas en Chartreuse

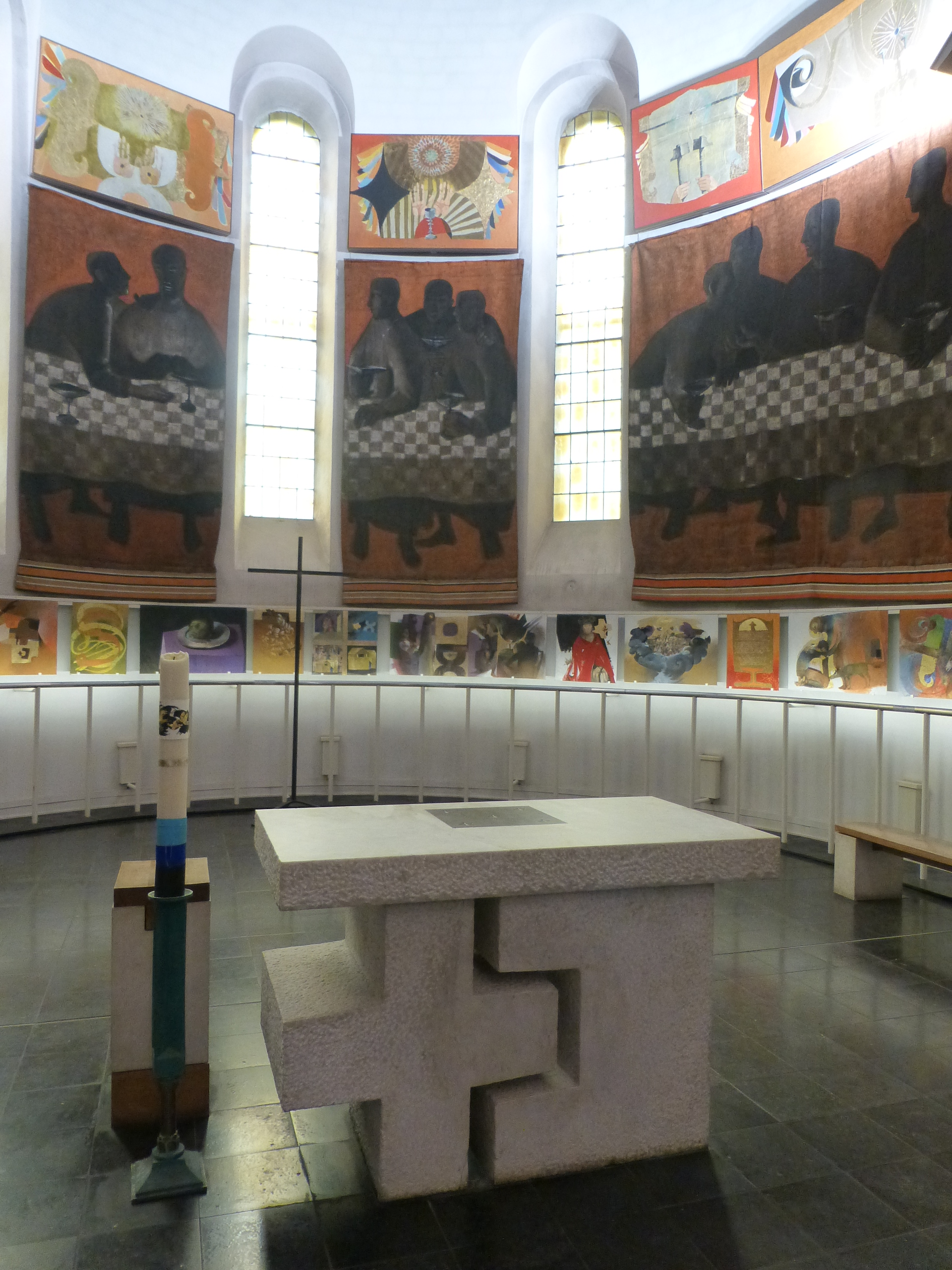
Autel. Musée Arcabas en Chartreuse

Isère – Saint Hugues de Chartreuse – Église paroissiale – Musée Arcabas en Chartreuse – 111 œuvres originales, (peintures, sculptures, vitraux, incrustation de laiton dans le sol et la porte d'entrée, mobilier liturgique) réalisation 1952 – 1986
Isère – Saint-Egrève – Groupe scolaire de Prédieu, L'oiseau, mosaïque - 1968
Isère – Sanctuaire de N.D. de la Salette – Les Noces de Cana (peinture sur toile – 1989), Déploration (peinture sur toile – 1989) Pantocrator et Tétramorphe (Cul de four et travée du chœur, peinture murale - 1991), Chapelle de la Rencontre, 2 vitraux, tabernacle bronze, mobilier liturgique - 1995
Isère –Saint Ismier – Église, 6 vitraux figuratifs – 1989
Meurthe et Moselle – Vandoeuvre-les-Nancy – Sainte Claire, huile sur toile – 2010
Moselle – Trémery – Salle polyvalente, église, mairie – L’inspiration, Madone huiles sur toiles, L’agneau, sérigraphie – 1996
Moselle – Scy-Chazelles – Église fortifiée Saint Quentin – Mausolée Robert Schumann, aménagement liturgique – 2005
Paris – Maison provinciale de la congrégation des Assomptionnistes, L’Assomption, huile sur toile - 2007
Paris – Église Sainte-Anne de la Butte-aux-cailles, Sainte-Anne instruisant Marie, Huile sur toile - 2012
Saône et Loire – Macon – Établissement hospitalier Le peintre et sa famille – Peinture sur toile – 1957
Savoie – Chambéry – Église ronde du Sacré Cœur, Cantique de Saint François d'Assise, Nef et chœur – vitraux – claustras et bi-verre - 1964
Savoie – Chambéry – Immeuble Les Charmettes, Le carillon de Chambéry, peinture sur toile – 1969
Savoie – Chambéry – Centre local d’information, Le hibou, sculpture – 1966
Savoie – Chambéry – Église Saint-Pierre de Lemenc, vitrail - 1965
Savoie- Chambéry– Collège de Bissy, Le soleil du matin, mosaïque en façade – 1969
Savoie – Cognin – Église, Les pèlerins d'Emmaüs, Retable, peinture sur bois – 1998
Savoie – Plancherine – Abbaye de Tamié, mobilier liturgique, Peinture sur bois, Notre-Dame de Tamié, Cadrans solaires – de 2003 à 2013
Savoie – Corbel en Chartreuse – Église Saint-Jean-Baptiste, huit vitraux abstraits sur le thème de la vie de Jean-Baptiste (1997) et la porte (2016)
Savoie – Rochefort en Savoie – Église Saint-Blaise, deux cadrans solaires : Le Verseau et Les chemins de Saint-Jacques, peintures murales – 2010
Savoie – Le villard de Saint-Paul sur Isère – Chapelle Saint-François-de-Sales, cinq peintures murales à fresco - 1951
Rhône – Lyon – Communauté N.D. du Cénacle – La Pentecôte – Huile sur toile – 2005
Rhône – Lyon – Maison Pauline Jaricot – Les pèlerins d’Emmaüs – Huile sur toile – 2007
Rhône – Lissieu – Église paroissiale – Crucifixion Résurrection – Huile sur toile – 2012

### Étranger
Belgique – Malines - Palais archiépiscopal : L'enfance du Christ, polyptyque – onze huiles sur toile – 2002
Belgique – Montaigu (Scherpenheuvel) – Sanctuaire de N. D. de Montaigu, Passion-Résurrection, polyptyque – vingt huiles sur toile - 2003
Équateur- Porto-Viejo, Église, Christ ressuscitant, Croix en bois peinte - 2001
Italie – Bergame à Torre de Roverie –Chapelle de la résurrection Communita Pitturello, ensemble des œuvres de la chapelle dont le Cycle des pèlerins d'Emmaüs, polyptyque, peinture, huile sur toile et or fin et Les femmes myrophores, peintures, vitraux sous plomb, céramiques au sol, mobilier liturgique, poignées de bronze, vêtement liturgiques, campanile - 1995 et 1996
Italie – province de Bergame, Costa serina – dans la chapelle - peintures Le fils prodigue et Madone à l’enfant, vitraux et aménagements liturgiques -2002
Italie – province de Bergame, Ardesio – église paroissiale, Le baptême du Christ « hommage à Piero de la Francesca », huile sur toile – 2007
Italie – province de Bergame, Cenate Sotto - église paroissiale, Annonciation, huile sur toile – 1988
Italie – province de Biella, Magnano – Monastero di Bose, Bible, huile sur toile
Italie – province de Sienne, San Gémignano – Fraternité de Bose à Cellole, Madone à la chouette, huile sur toile – 2013
Italie – province de Coni dans le Piémont, Alba – Église du hameau de Mussotto, Transfiguration, Huile sur bois - 2009
Suisse – Collex-Bossy - Église Saint Clément, La Résurrection, Retable, acrylique sur bois, 4,20 × 2,80 m, 2001
Vatican – Appartement pontificaux – Madone au bébé endormi, huile sur toile - 2008

## Distinctions
- Chevalier de l'ordre des Arts et des Lettres
- Chevalier de l’ordre de Saint-Sylvestre (Vatican)
- Académie delphinale : élu en 2007[2].

### Ouvrages principaux
- Arcabas, N.D. de la Salette, Arcabas et Patrick Laudet, Cerf, 2006
- Arcabas, Passion Résurrection, Arcabas et Fabrice Hadjadj, Cerf, 2004
- La couleur habitée, Christophe Batailh, Centre Théologique de Meylan, 2004.
- Arcabas, L’Enfance du Christ, Arcabas et Jean Bastaire, Cerf, 2002
- Arcabas et les pèlerins d’Emmaüs, Arcabas et François Bœspflug, Cerf, 1995
- Arcabas, Saint-Hugues-de-Chartreuse, Arcabas, François Boespflug et Helmut Nils Loose, Cerf, 1988
- Arcabas, Saint-Hugues-de-Chartreuse, François Boespflug, Conseil général de l'Isère, 2e édition, 2010
- Les pèlerins d'Emmaüs dans l'œuvre d'Arcabas et dans l'histoire de l'art, François Bœspflug, Éditions Scriptoria, Éditions du Tricorne, 2011
- Arcabas, ou la recherche infinie de la Beauté, Manuelle-Anne Renault-Langlois, Éditions Scriptoria, 2012
- Arcabas, scènes de vie, Manuelle-Anne Renault-Langlois, Éditions Scriptoria, 2013
- Arcabas, peintures, Régis Ladous, Bernard Berthod, CLD éditions, 2013
- Arcabas, vitraux en Rhône-Alpes, Philippe Gonnet, Musée Arcabas en Chartreuse, 2013
- Arcabas, réalisations monumentales, Éditions Scriptoria, 2015
- Musée d'art sacré contemporain Saint-Hugues-de-Chartreuse, ouvrage collectIf, Musée Arcabas en Chartreuse/Parimoine en Isère, réédition septembre 2015
- Arcabas N.D. de la Salette, Arcabas, Patrick Laudet et Marcel Crozet (Réédition enrichie), Editions Scriptoria, 2017

### Documents sur une œuvre en particulier
- Les anges d'Arcabas, Collectif, Musée Arcabas en Chartreuse, 2005
- « A l’ombre du capuchon… Un Saint François d’Arcabas », Soeure Marie-Bruno, Ed. Franciscaines, 2010
- « Une ferme détermination – La Sainte-Claire d’Arcabas », Soeure Marie-Bruno, Ed. Psalmos, 2012
- L'abbé, le maire, le peintre, une rencontre singulière, Philippe Gonnet, Patrimoine en Isère/Musée Arcabas en Chartreuse, 2013
- Sur L’Hommage à Bernanos, « L’ira degli imbecilli e la collera dei giusti », Giuliano Zanchi, Ed. Gruppo Aeper, 2015

### Catalogues d'expositions
- « Arcabas, polyptyque Passion Résurrection », Église Sainte Thérèse de Metz, sept/oct 2004, Association des Amis de Sainte-Thérèse
- « Arcabas, Cappella della Riconciliazione », Emilio Brozzoni, Ed. Gruppo Aeper, Bergame (Italie), 2015
- « Arcabas, nutrire il mondo con la bellezza », Chiesa di Sant’Agata nel Carmine – Bergame (Italie), Ed. Gruppo Aeper, 2015
- « Arcabas, en quête de beauté… », Église Saint-Pierre de Firminy – Site Le Corbusier, Cahier Scriptoria No 3, Ed. Scriptoria, 2017
- « Arcabas, exposition hommage », Clos des Capucins à Meylan, 2019
- Arcabas, Peintures 1987-1993 Exposition ACMAD- Préface d'Alain Carignon- Texte de Claude Magnan

### Articles de presse de référence
- « Hommage à Bernanos par Arcabas », Régis Brunet, Le Monde de la Bible, no 228, mars, avril, mai 2019, p. 106-111
- « Manessier et Arcabas, la lumière de la foi » interview réalisée par F. et P. Gauthier – Cahier central du numéro 100 Golias janvier/février 2005 p. 51
- [audio] Arcabas, peintre d'art sacré, interview enregistrée en 2012, émission de radio RCF.

### Filmographie
- Arcabas, rencontre au soir de sa vie, Gaëlle May, Lueurs productions, 2021